# Haddi Ould Ahmed
Haddi (també apareix com Addi) Ould Ahmed Ould Daman (+ 1668), fou el primer emir dels Trarza. Va governar vers 1640 a la seva mort el 1668 o més probablement el 1684.
Quan els amazics Zouaïa o Zenouïa van elegir un l'imam Naser al-Din i van començar el seu període de poder, els hassànides(descendents de Hassan, també anomenats marafres per ser descendents de Marfa al seu torn descendent de Hassan i trarza per ser descendents de Terrouz, descendent de Marfa) estaven manats per Haddi, fill d'Ahmed ben Daman i pels seus germans i oncles, i veien amb preocupació l'augment del poder dels Zouaïa. A instigació dels marafres, un notable dels Tachedbit, de nom Babbah, va refusar pagar el impost religiós o zakat i quan se'l va amenaçar amb la força els Tachedbit van demanar ajut a Haddi que ja estava a punt i amb les seves bandes Oulad Abhoum va assaltar la caravana del cadi recaptador Sidi al-Hassan ben al-Qadi i la va saquejar, agafant camells i cabres i fent alguns presoners. Els Zouaïa volien evitar l'enfrontament i van enviar una delegació a negociar sense èxit per la pressió de Mahmoud ben Abella, cap merafra. La guerra fou inevitable i va agafar el nom de Babbah (Cherr Babbah o Guerra de Babah). Haddi va tenir un paper important en tota la guerra com a cap suprem dels hassànides/marafres.
La batalla més important en què va participar fou el 1655; els Zouaïa o Zenouïa s'havien imposat però es va presentar la possibilitat d'un atac contra les seves forces; els trarza s'hi van unir però no els brakna que van refusar participar; també van arribar contingents negres i dels Oulad Khalifa (fracció dels Oulad Rizg) i sota el comandament de Haddi ben Ahmed ben Daman i de Reïlane (ancestre dels Oulad Reïlane o Oulad Yahia ben Othman), van atacar als Zouaïa, i els van massacrar. La major part dels cadis del consell amazic van morir. El lloc de la massacre fou batejat com « Duna dels Cadis » (Ketheb El-Qoddat) que encara conserva més o menys (Alib Al-Qodia) i està prop de Tin Ieder, no lluny de Khroufa. Un acàcia plantada al lloc que es veu de lluny fa que l'indret també s'anomeni Talhaït al-Àlib (L'acàcia de la duna).
L'autoritat de Haddi era important però tot i així encara subsistien les dels seus oncles (germans del seu pare) cadascun dels quals tenia el mateix rang que Haddi, tot i que el seu pare era el fill gran i era el més ric i poderós. No obstant el seu paper a la guerra de Babbah va fer inflar els seus partidaris i, per tant, de la tribu. Va aconseguir que se li unissin molts guerrers dels Oulad Mbarek que es van agregar a la fracció tributària dels Loubbeïdat, i algunes tendes Rehahla, que van passar a ser una fracció dels trarzas.
La successió de dos caps intel·ligents successius, el talent d'un dels quals havia portat cap al triomf en la guerra, fou probablement el que va provocar que la dignitat d'emir quedés permanentment en mans de Haddi i els seus descendents.
Haddi va morir el 1668 o el 1684 a Izdelaf i el va succeir el seu fill Siyed Ould Haddi. Hauria donat el seu nom al Portendick, que els portuguesos van anomenar inicialment Porto d'Addi.